# Goniothalamus
Goniothalamus är ett släkte av kirimojaväxter. Goniothalamus ingår i familjen kirimojaväxter.

## Bildgalleri

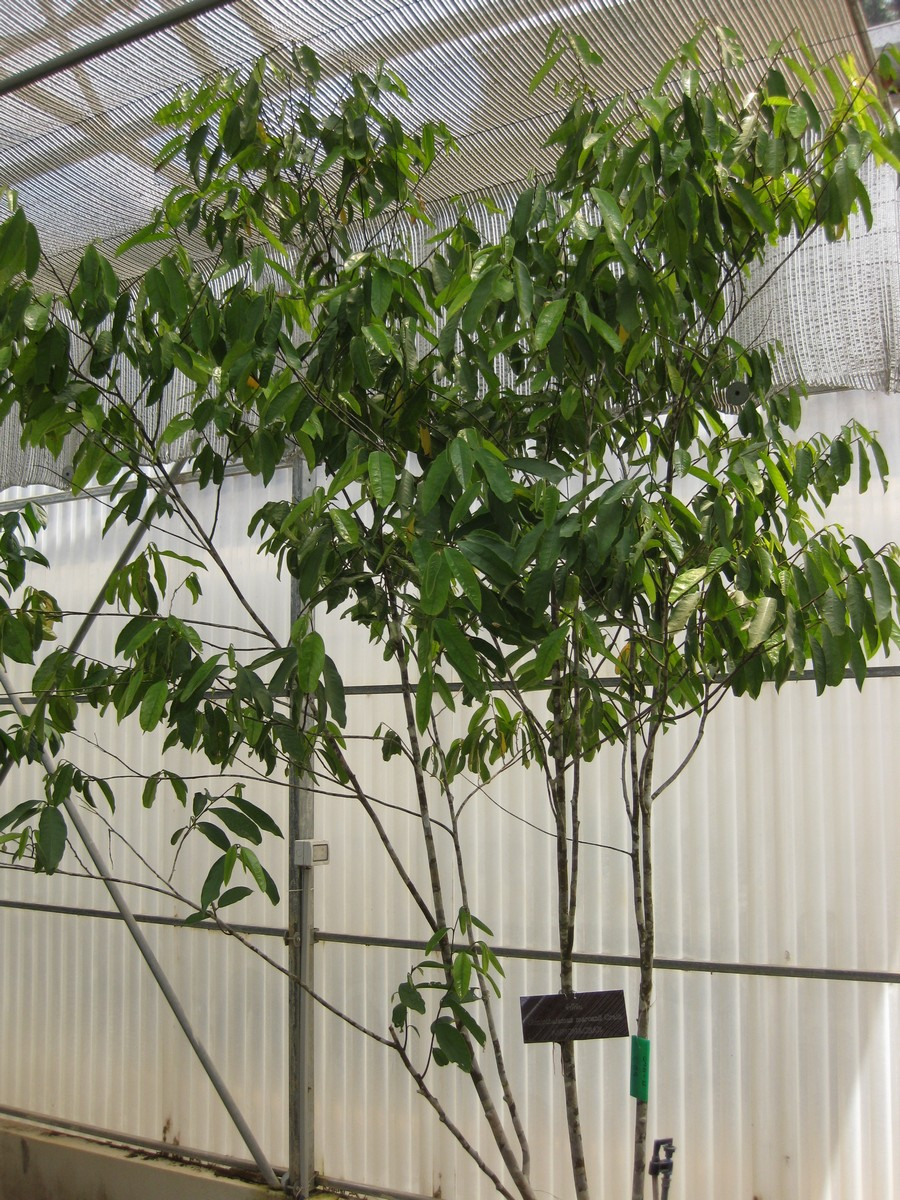
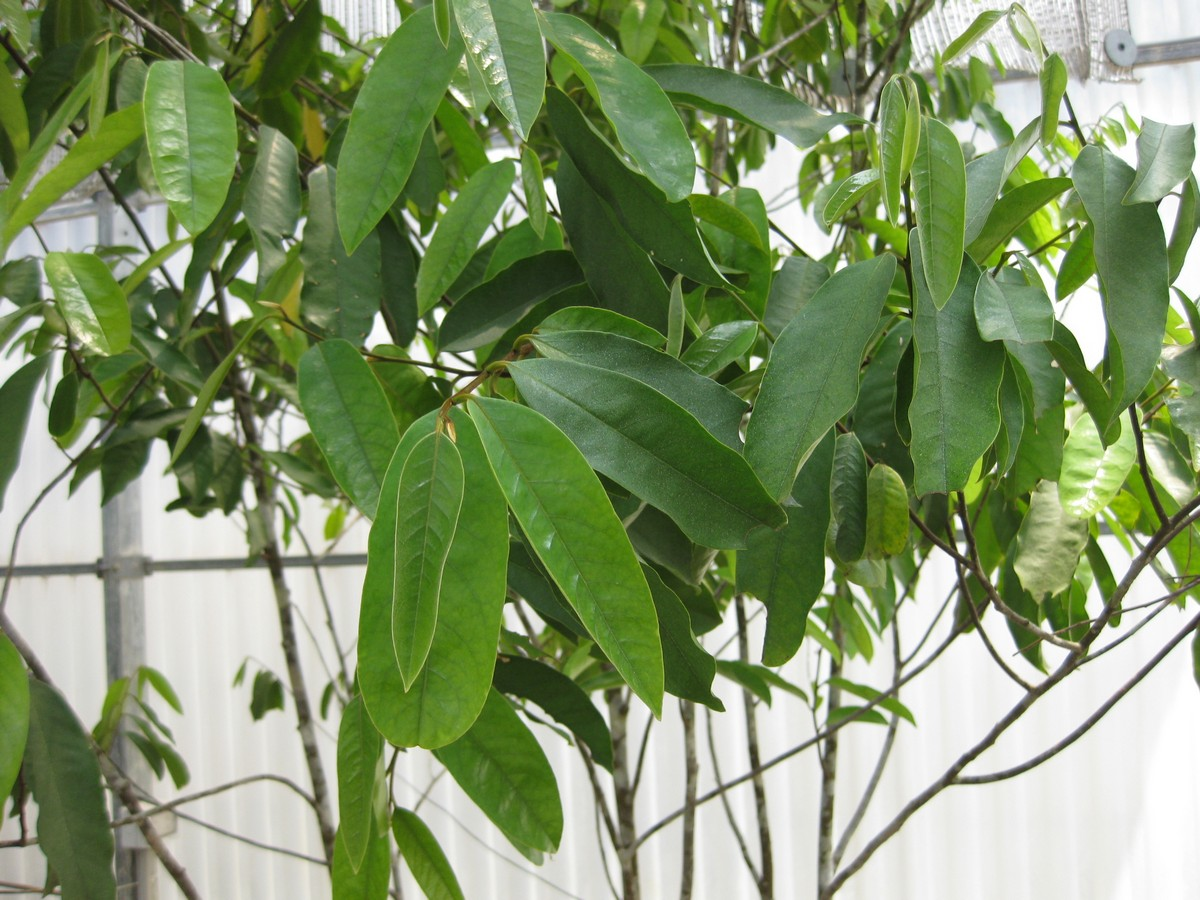
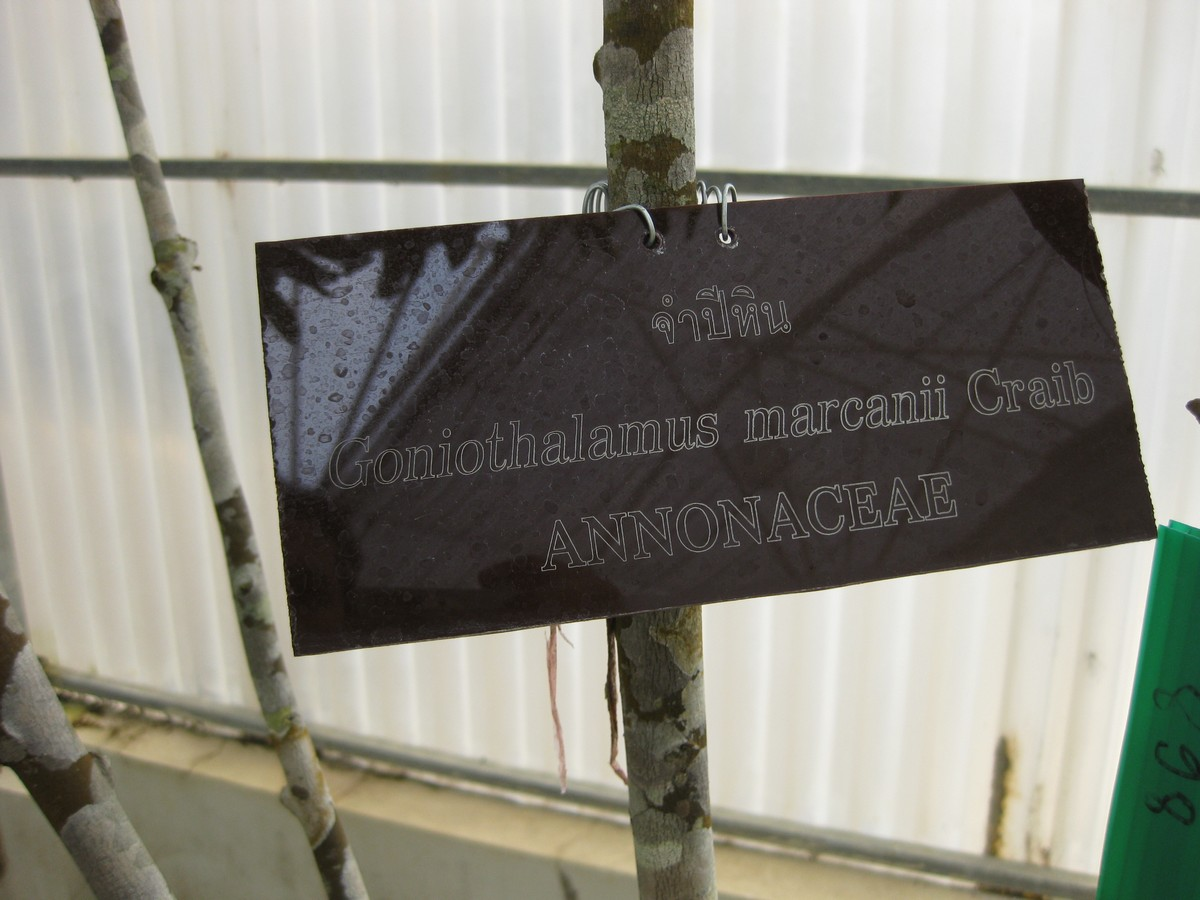
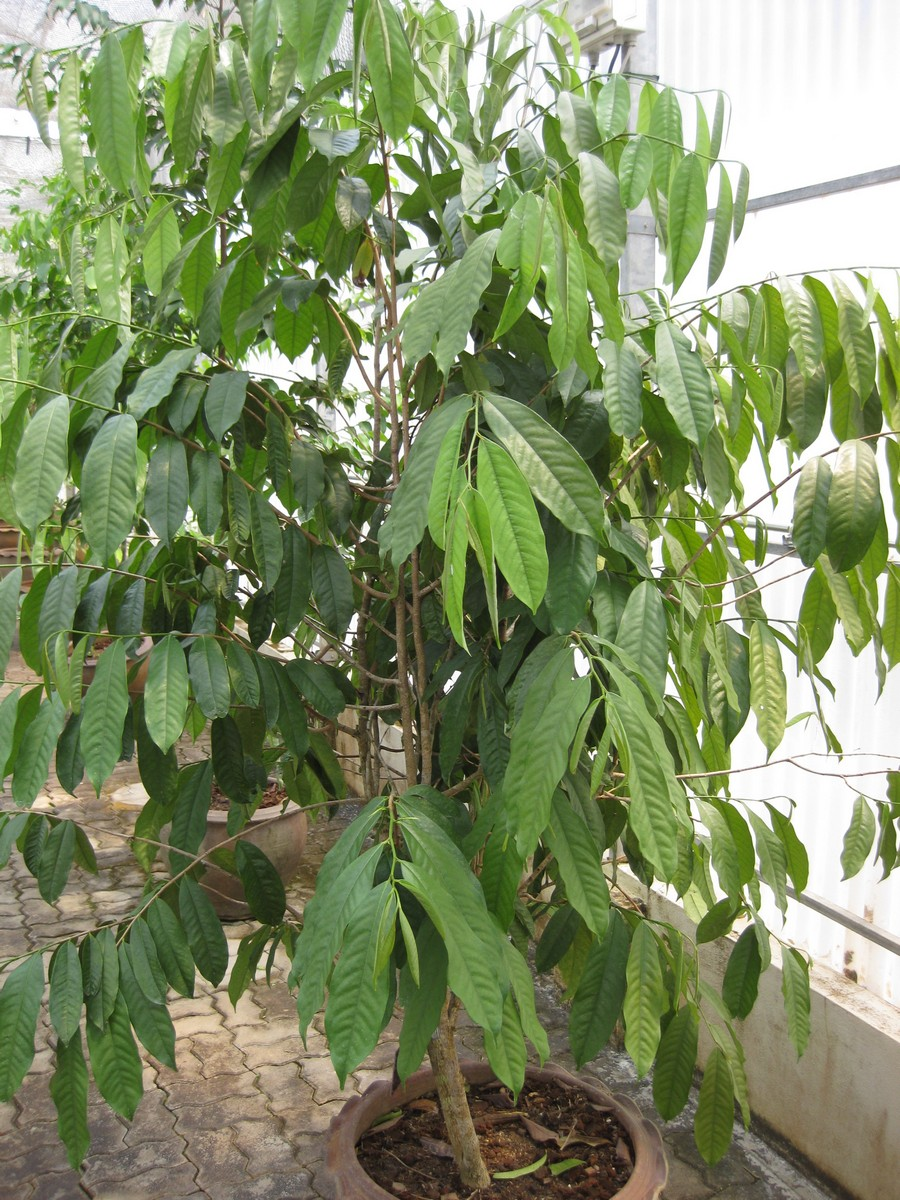
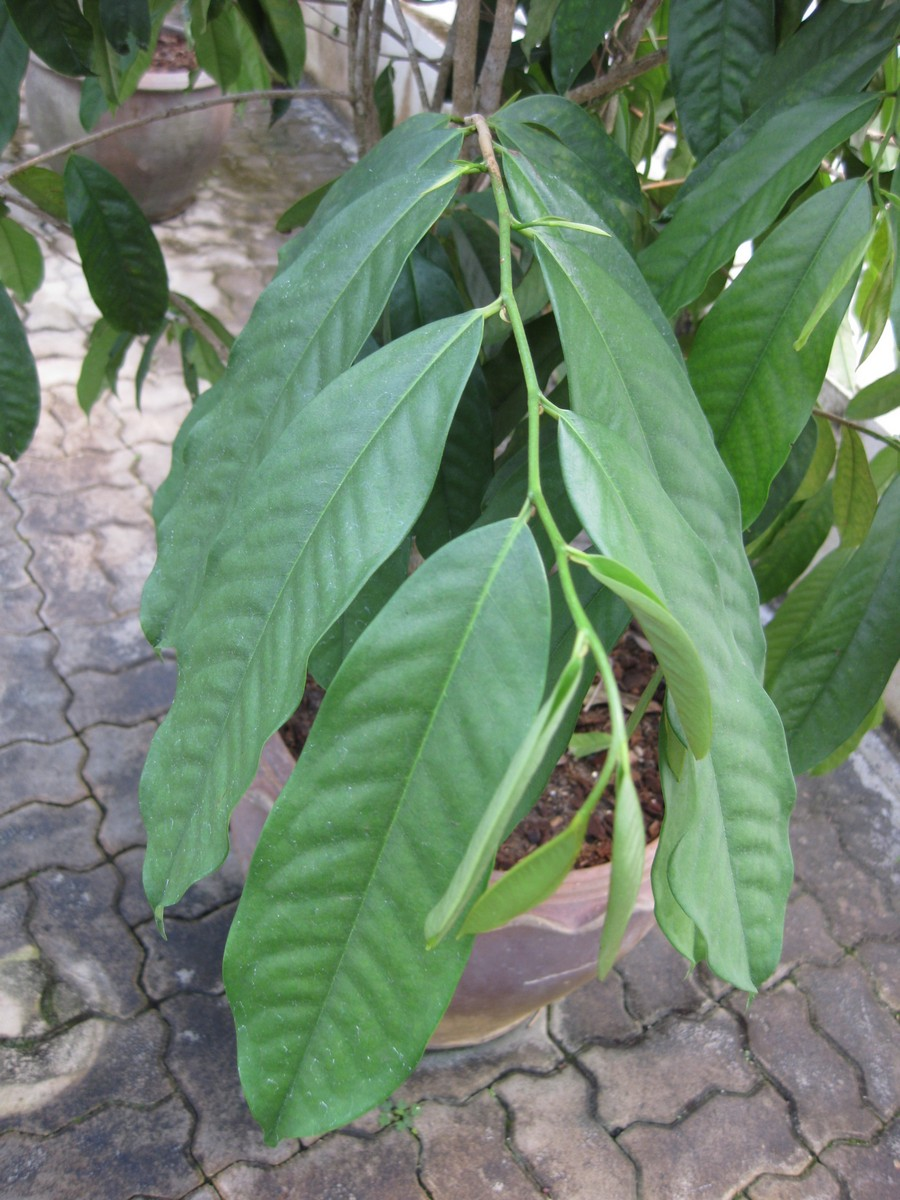
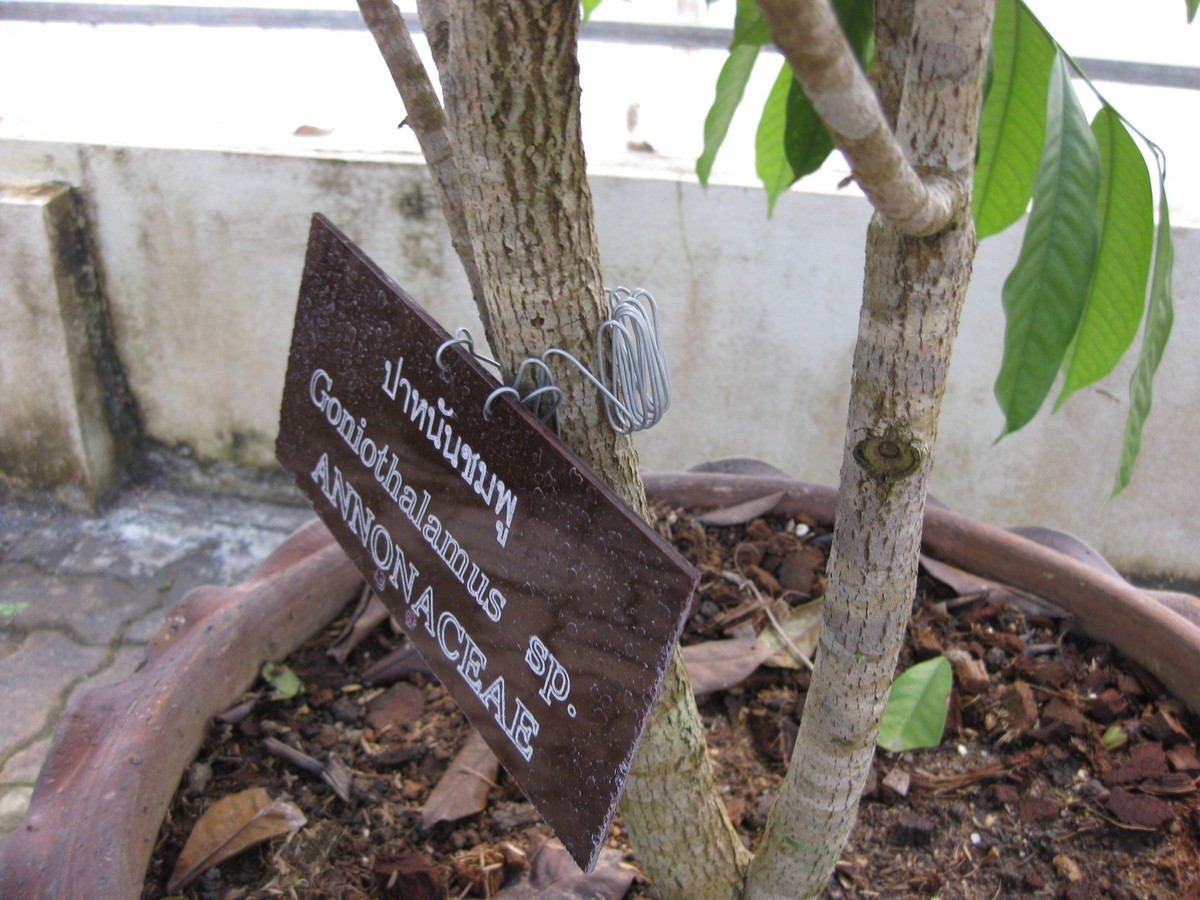

## Dottertaxa tillGoniothalamus, i alfabetisk ordning[1]
- Goniothalamus acehensis
- Goniothalamus alatus
- Goniothalamus albiflorus
- Goniothalamus amplifolius
- Goniothalamus amuyon
- Goniothalamus andersonii
- Goniothalamus aruensis
- Goniothalamus aurantiacus
- Goniothalamus australis
- Goniothalamus borneensis
- Goniothalamus bracteosus
- Goniothalamus brevicuspis
- Goniothalamus bygravei
- Goniothalamus calcareus
- Goniothalamus caloneurus
- Goniothalamus calvicarpus
- Goniothalamus calycinus
- Goniothalamus cardiopetalus
- Goniothalamus carolinensis
- Goniothalamus catanduanensis
- Goniothalamus cauliflorus
- Goniothalamus ceramensis
- Goniothalamus chartaceus
- Goniothalamus cheliensis
- Goniothalamus chinensis
- Goniothalamus clavicarpa
- Goniothalamus cleistogamus
- Goniothalamus clemensii
- Goniothalamus copelandii
- Goniothalamus coriaceus
- Goniothalamus costulatus
- Goniothalamus crockerensis
- Goniothalamus curtisii
- Goniothalamus cylindrostigma
- Goniothalamus dewildei
- Goniothalamus dolichocarpus
- Goniothalamus dolichopetalus
- Goniothalamus donnaiensis
- Goniothalamus dumontetii
- Goniothalamus elegans
- Goniothalamus elmeri
- Goniothalamus epiphyticus
- Goniothalamus euneurus
- Goniothalamus expansus
- Goniothalamus fasciculatus
- Goniothalamus fulvus
- Goniothalamus gabriacianus
- Goniothalamus gardneri
- Goniothalamus giganteus
- Goniothalamus gigantifolius
- Goniothalamus gracilipes
- Goniothalamus grandiflorus
- Goniothalamus griffithii
- Goniothalamus holttumii
- Goniothalamus hookeri
- Goniothalamus howii
- Goniothalamus imbricatus
- Goniothalamus kamarudinii
- Goniothalamus kinabaluensis
- Goniothalamus kostermansii
- Goniothalamus lanceolatus
- Goniothalamus lancifolius
- Goniothalamus laoticus
- Goniothalamus latestigma
- Goniothalamus leiocarpus
- Goniothalamus lii
- Goniothalamus loerzingii
- Goniothalamus longistaminus
- Goniothalamus longistylus
- Goniothalamus macranthus
- Goniothalamus macrocalyx
- Goniothalamus macrophyllus
- Goniothalamus maewongensis
- Goniothalamus majestatis
- Goniothalamus malayanus
- Goniothalamus megalocalyx
- Goniothalamus mindoroensis
- Goniothalamus miquelianus
- Goniothalamus montanus
- Goniothalamus multiovulatus
- Goniothalamus ninhianus
- Goniothalamus nitidus
- Goniothalamus obtusifolius
- Goniothalamus panayensis
- Goniothalamus parallelivenius
- Goniothalamus peduncularis
- Goniothalamus phaeotrichus
- Goniothalamus philippinensis
- Goniothalamus puncticulifolius
- Goniothalamus repevensis
- Goniothalamus reticulatus
- Goniothalamus rhynchantherus
- Goniothalamus ridleyi
- Goniothalamus rongklanus
- Goniothalamus roseus
- Goniothalamus rostellatus
- Goniothalamus rotundisepalus
- Goniothalamus rufus
- Goniothalamus salicinus
- Goniothalamus sawtehii
- Goniothalamus scortechinii
- Goniothalamus sesquipedalis
- Goniothalamus shraddhae
- Goniothalamus sibuyanensis
- Goniothalamus simonsii
- Goniothalamus stenopetalus
- Goniothalamus stenophyllus
- Goniothalamus subevenius
- Goniothalamus suluensis
- Goniothalamus takhtajanii
- Goniothalamus tamirensis
- Goniothalamus tapis
- Goniothalamus tapisoides
- Goniothalamus tavoyensis
- Goniothalamus tenasserimensis
- Goniothalamus tenuifolius
- Goniothalamus thomsonii
- Goniothalamus thwaitesii
- Goniothalamus tomentosus
- Goniothalamus tortilipetalus
- Goniothalamus touranensis
- Goniothalamus tripetalus
- Goniothalamus trunciflorus
- Goniothalamus undulatus
- Goniothalamus uvarioides
- Goniothalamus walkeri
- Goniothalamus velutinus
- Goniothalamus vietnamensis
- Goniothalamus wightii
- Goniothalamus viridiflora
- Goniothalamus woodii
- Goniothalamus wrayi
- Goniothalamus wynaadensis
- Goniothalamus yunnanensis